# Улица Кирова (Арзамас)
Улица Ки́рова (ранее также Новая, Красноклубная) — одна из самых старых центральных улиц Арзамаса.

## Описание
Начинается от улицы Владимирского у Ленинского садика на Соборной площади и заканчивается у площади 1 Мая у пересечения с улицей Калинина. Её пересекают улица Революции, улица Ступина, улица Горького и улица Свободы. На ней находится много банков.

## Транспорт
Через улицу проходят несколько маршрутов автобуса:
№ 2: Поликлиника — Соборная пл.
№ 3: Поликлиника — Соборная пл.
№ 4: Соборная пл. — Арзамас III — Соборная пл. — 408 км

## Общественно значимые объекты

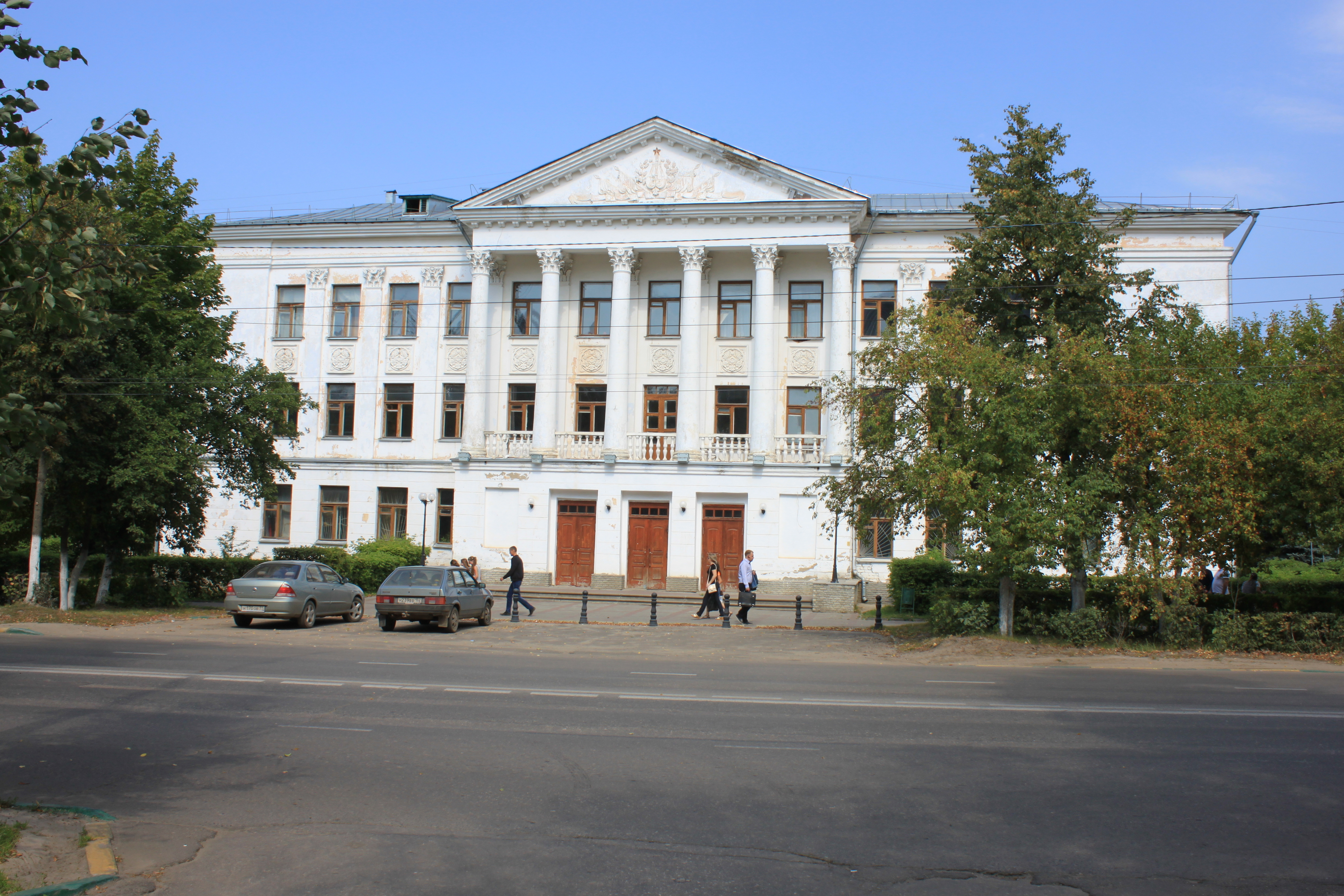
Арзамасский театр драмы

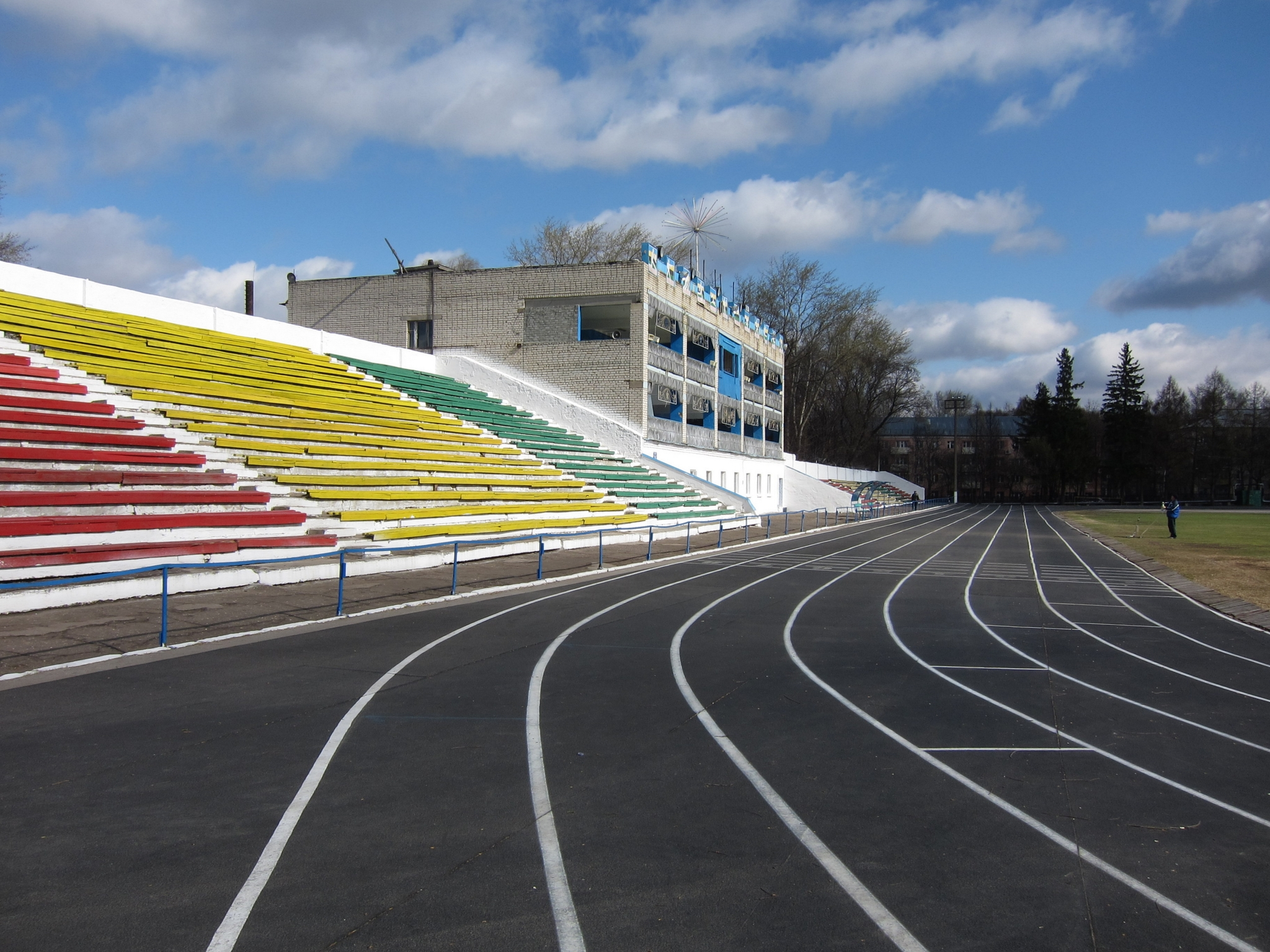
Стадион «Знамя»

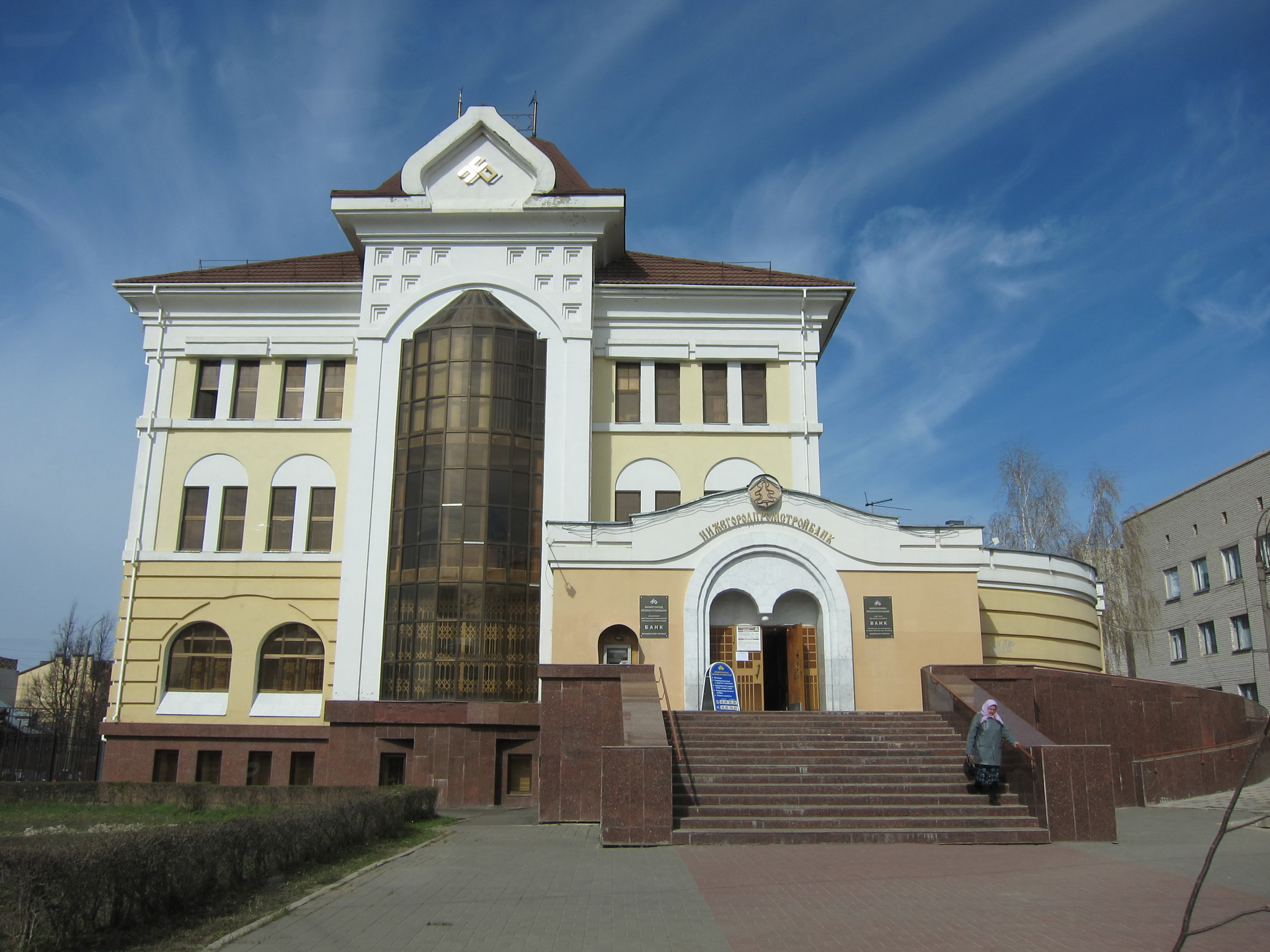
Банк

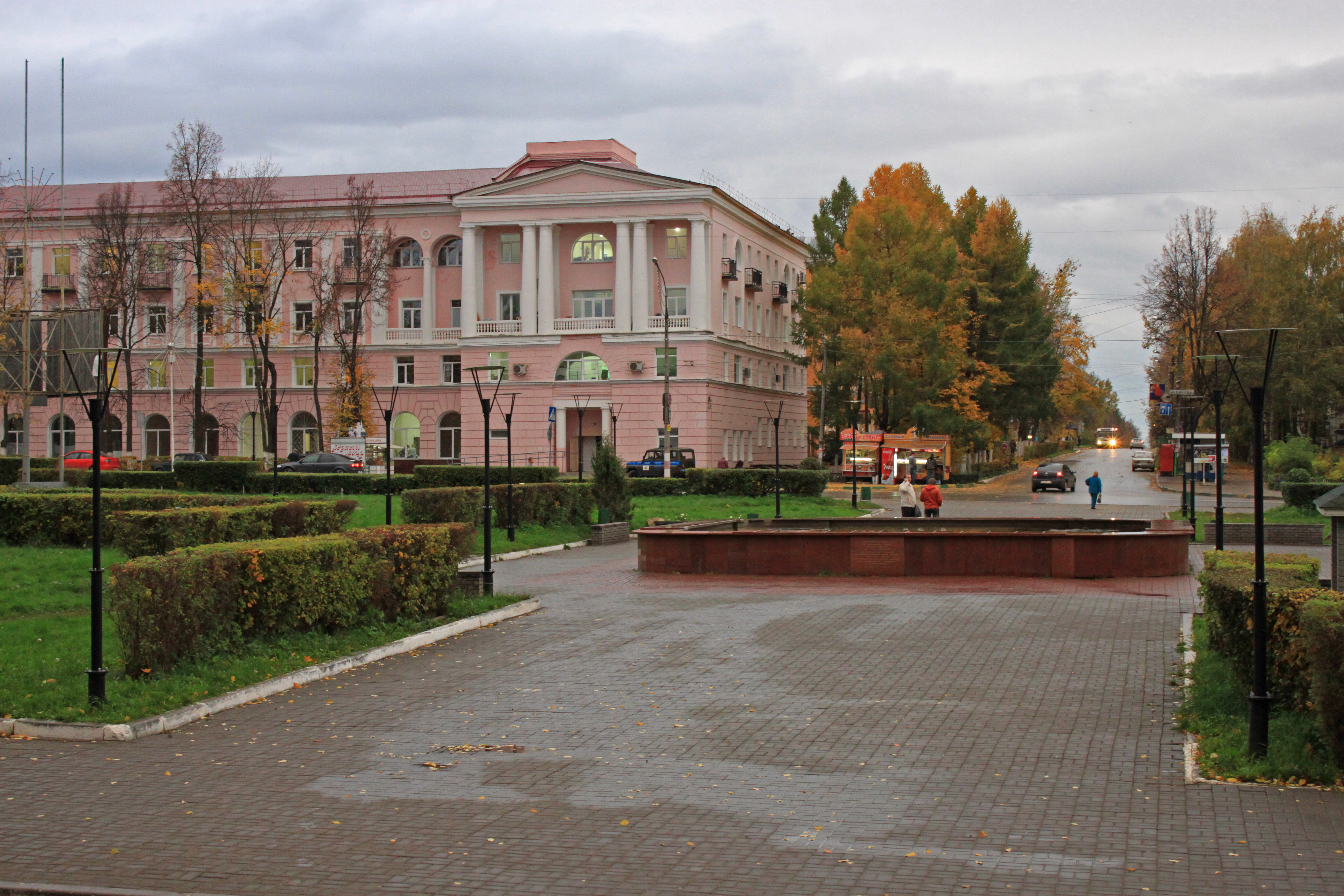
Городская больница скорой медицинской помощи и вид на улицу Кирова

### Арзамасский историко-художественный музей
Арзамасский историко-художественный музей — музей истории и культуры Арзамаса и Арзамасского района. Расположен в историческом центре города на Соборной площади, около пересечения улиц Кирова и Владимирского.

### Арзамасский театр драмы
Арзамасский муниципальный театр драмы был открыт в 1943 году. Является одним из важнейших просветительских учреждений города. Адрес — улица Кирова, 35.

### Стадион «Знамя»
Стадион является домашним для футбольного клуба «Дружба».

### ОАО «Арзамасское научно-производственное предприятие „Темп-Авиа“»
Основано в 1958 году как филиал Московского института электромеханики и автоматики. Занимается разработкой гироскопических приборов и устройств для летательных аппаратов.

### Городская больница скорой медицинской помощи имени М. Ф. Владимирского
Открылась 25 октября 1957 года. Оказывает экстренную медицинскую помощь населению города Арзамаса (105,8 тыс. чел), Арзамасского района, населению южной части Нижегородской области, а также пострадавшим на трассах республиканского значения Нижний Новгород — Саранск, Нижний Новгород — Дивеево. Адрес — улица Кирова, 58.

### Арзамасский политехнический институт
Находится на площади 1 мая близ пересечения улицы Кирова с улицей Калинина (адрес — улица Калинина, 19).

### Другие
- Детская поликлиника
- БЦ «Швейцария»
- «Банк Арзамас»
- «Банк России»
- Волго-Вятский банк Сбербанка России — Арзамасское отделение № 368
- ТЮЗ
- МФЦ